# Русавська сільська рада
| Русавська сільська рада — колишній орган місцевого самоврядування у Ямпільському районі Вінницької області з адміністративним центром у с. Русава. Сільській раді підпорядковані населені пункти: - с. Русава - с. Нечуївка |

## Склад ради
Рада складається з 16 депутатів та голови.

## Керівний склад сільської ради
| ПІБ                            | Основні відомості                                                 | Дата обрання | Дата звільнення |
| ------------------------------ | ----------------------------------------------------------------- | ------------ | --------------- |
| Петровський Валерій Михайлович | Сільський голова, 1963 року народження, освіта                    | 26.03.2006   | 01.10.2008      |
| Дубіцька Марія Володимирівна   | Сільський голова, 1959 року народження, освіта, позапартійна      | 15.03.2009   | 31.10.2010      |
| Дубіцька Марія Володимирівна   | Сільський голова, 1959 року народження, освіта вища, позапартійна | 31.10.2010   |                 |

Примітка: таблиця складена за даними джерела

## Населення
Згідно з переписом УРСР 1989 року чисельність наявного населення сільської ради становила 1727 осіб, з яких 787 чоловіків та 940 жінок.
За переписом населення України 2001 року в сільській раді мешкало 1629 осіб.

### Мова
Розподіл населення за рідною мовою за даними перепису 2001 року:
| Мова       | Відсоток |
| ---------- | -------- |
| українська | 98,30 %  |
| російська  | 1,52 %   |
| молдовська | 0,18 %   |